# Pilot śmigłowca
Pilot śmigłowca – polska seria komiksowa, ukazująca się w latach 1975–1982 nakładem wydawnictwa Sport i Turystyka. Jej scenarzystą był Witold Jarkowski (pułkownik lotnictwa), zaś rysownikami Grzegorz Rosiński (odcinki 1-5), Mirosław Kurzawa (6-8) i Marek Szyszko (9-10). Stopka redakcyjna w ostatnim numerze wymienia także Bogusława Polcha, nie precyzuje jednak jego pracy nad serią, dla której narysował jedynie okładkę albumu „W walce z żywiołem”.
Seria była wyraźnie wzorowana na francuskim cyklu Tanguy i Lavedure tworzonym przez Jeana-Michela Charliera i Alberta Uderzo.

## Treść
Seria opisywała losy pilota myśliwskiego, porucznika Sławomira Karskiego, który ze względów zdrowotnych musi zrezygnować z pracy za sterami myśliwca na rzecz lotnictwa ratunkowego w śmigłowcu. Latając na śmigłowcach Mi-2 wraz z mechanikiem, plutonowym Kalińskim, bierze udział zarówno w działaniach wojskowych, jak manewry czy zimowe akcje saperskie, oraz cywilnych, jak pomoc powodzianom czy wsparcie działań w trakcie katastrofalnej zimy. W tle historii przewija się wątek romantyczny – związek por. Karskiego z dziennikarką Barbarą Tarnicką. Ostatecznie jego wybranką zostaje jednak Hanna, siostra Kalińskiego.

## Treści propagandowe
Scenariusz ma silny wydźwięk edukacyjno-propagandowy. Bohaterowie prezentują wzorcowe postawy (zamiłowanie do sportu, zdrowy tryb życia, wzorowa postawa obywatelska); zdarza się też, że wygłaszają sztucznie brzmiące formułki edukacyjne (np. plut. Kaliński na temat pożaru lasu).
Komiksowi towarzyszyły w każdym odcinku artykuły informacyjno-propagandowe, prezentujące śmigłowce i przemysł lotniczy, propagujące uprawianie judo, wskazujące niebezpieczeństwa uzależnienia od nikotyny itp. W każdym numerze pojawiał się także odcinek historii działań zbrojnych polskiego lotnictwa sformowanego w ZSRR.

## Albumy
1. Na ratunek (1975)
2. Egzamin (1975)
3. Zejście z trasy (1976)
4. W śnieżnych zamieciach (1976)
5. Dramatyczne chwile (1977)
6. W walce z żywiołem (1978)
7. Desant (1981)
8. Niefortunny skok (1982)
9. Cele dla myśliwców (1982)
10. Kraksa (1983)

### Wydania
Pierwsze wydania pierwszych trzech numerów serii wydrukowane zostały w większym formacie niż pozostałe. Drugie wydanie miało format jednolity.